# Alexis de Tocqueville
Alexis Henri Charles Clérel, wicehrabia de Tocqueville (wym. /a lɛkˈsi də tɔkˈvil/; ur. 29 lipca 1805 w Paryżu, zm. 16 kwietnia 1859 w Cannes) – francuski myśliciel polityczny, socjolog, polityk, od 3 czerwca do 31 października 1849 minister spraw zagranicznych II Republiki. Po zamachu stanu w 1851 krytyk Napoleona III i II Cesarstwa.

## Dzieła i poglądy
Autor dwutomowego dzieła O demokracji w Ameryce, uchodzącego za najbardziej przenikliwą analizę demokratycznego społeczeństwa politycznego. Szczególne znaczenie mają jego analizy konfliktu między wolnością i równością, pożytków płynących z samorządu i stowarzyszeń politycznych oraz relacji między państwem a Kościołami. Tocqueville krytycznie oceniał niektóre aspekty demokracji, sądził, że ustrój demokratyczny może prowadzić do degradacji ludzkiej natury. Nie odrzucał jednak demokracji całkowicie, uznawał, że można i należy ją reformować. Za największą wartość demokratycznego społeczeństwa uznawał wolność. Zagrożenie dla niej stanowi tyrania większości. Jednostka może się jednak przed nią chronić dzięki wolności stowarzyszeń i wolności słowa. Stowarzyszenia i prasa służą, zdaniem Tocqueville’a, wyrażaniu opinii mniejszości i przekonywaniu większości do zmiany postaw.
W dziele Dawny ustrój i rewolucja, na przykładzie rewolucji francuskiej postawił tezę, że rewolucja stanowi zawsze kontynuację obalanego ustroju oraz że wybucha nie w momencie najgłębszego kryzysu, ale kiedy sytuacja poprawia się wolniej niż oczekuje tego społeczeństwo.
Tocqueville wyróżniał trzy funkcje prasy: gwarantuje wolność, ponieważ jest pośrednikiem, który z łatwością może zdemaskować działania polityczne; utrzymuje wspólnotę, ponieważ prasa ma moc polegającą na przekazaniu jednej myśli, którą może zaszczepić w tysiącach umysłów; oraz umożliwia działanie wspólne, czyli ułatwia komunikowanie się i planowanie na odległość.
Uważał, że stan demokracji wiąże się z rozbiciem jednostkowych idei, ponieważ każdy może bronić swoich poglądów, i jednocześnie oznacza tendencję do konformizmu, który wynikać może, według Tocqueville’a, z wyrównania warunków oraz psychicznej potrzeby oparcia się na wspólnym zaufaniu i opiniach.
Władza prasy polega na reprezentacji różnorodnych opinii i pozwalaniu poszczególnym z nich na szybsze zakorzenienie się w świadomości społecznej.
Tocqueville zwrócił też uwagę, że gazety w różnych krajach różnią się pod względem ilości treści i formatu, a te różnice wynikają bardziej z przyczyn kulturowo-politycznych niż ekonomicznych. Podkreślił również, że zło, jakie przynosi działalność prasy, jest mniejsze od tego, przed którym chroni obywateli. Obiektywność prasy można byłoby zwiększyć poprzez powstanie kolejnych gazet.

## Publikacje
- Dawne rządy i rewolucja, Warszawa 1907 (późniejsze przekłady pod tytułem Dawny ustrój i rewolucja)
- O demokracji w Ameryce, Warszawa 1976
- Wspomnienia, Ossolineum 1987
- Listy, Fundacja im. Stefana Batorego 1999 ISBN 83-7000-847-2
- Raport o pauperyzmie, Warszawa 2009